# Saltator nigriceps
El pepitero capuchinegro, saltador capuchinegro (en Ecuador) o saltador de capucha negra (en Perú) (Saltator nigriceps) es una especie de ave paseriforme de la familia Thraupidae perteneciente al  numeroso género Saltator, anteriormente colocada en la familia Cardinalidae. Es nativo de regiones andinas del noroeste de América del Sur

## Distribución y hábitat
Se distribuye a occidente de los Andes desde el sur de Ecuador (principalmente Loja) al norte de Perú (al sur hasta Lambayeque).
Esta especie es considerada poco común en sus hábitats naturales: los bosques montanos y matorrales mayormente en altitudes entre 1500 y 2900 m.

## Sistemática

### Descripción original
La especie S. nigriceps fue descrita por primera vez por el ornitólogo estadounidense Frank Michler Chapman en 1914 bajo el nombre científico Pitylus nigriceps; su localidad tipo es: «Loja, 7000 pies (c. 2130 m), Ecuador».

### Etimología
El nombre genérico masculino «Saltator» proviene del latín «saltator, saltatoris» que significa ‘bailarín’; y el nombre de la especie «nigriceps» se compone de las palabras del latín «niger» que significa ‘negro’, y «ceps» que significa ‘de cabeza’.

### Taxonomía
El género Saltator era tradicionalmente colocado en la familia Cardinalidae, pero las evidencias genéticas demostraron que pertenece a Thraupidae, de acuerdo con Klicka et al (2007). En el pasado fue tratada como una subespecie de Saltator aurantiirostris, pero las evidencias genéticas muestran que la presente especie es basal a un clado integrado por Saltator grossus, S. fuliginosus, S. cinctus, S. aurantiirostris y S. maxillosus. Es monotípica.